# Speros Vryonis
Speros Vryonis Jr. (gr. Σπύρος Βρυώνης) (ur. 18 czerwca 1928, zm. 12 marca 2019) – amerykański historyk greckiego pochodzenia, bizantynolog i specjalista w zakresie historii Grecji i Bizancjum.

## Życiorys
Rozpoczął studia w 1950 w Southwestern College w Memphis (Tennessee). Następnie otrzymał tytuł magistra na Uniwersytecie Harvarda (1952). W 1956 na tej uczelni uzyskał tytuł doktora. W 1960 rozpoczął pracę na Uniwersytecie Kalifornijskim w Los Angeles, najpierw jako adiunkt (1960-1964), następnie profesor nadzwyczajny (1664-1966), a w końcu profesor zwyczajny (1966-1988).
Jest autorem wielu prac dotyczących stosunków bizantyńsko-tureckich oraz grecko-tureckich. Był dyrektorem Speros Basil Vryonis Center for the Study of Hellenism oraz dwukrotnie (1972-1975 oraz 1979-1982) Centrum Studiów Bliskowschodnich im. Gustave E. von Grunebaum.
Obecnie jest emerytowanym profesorem historii na UCLA.

## Publikacje
- Byzantium and Europe, London 1967.
- The Decline of Medieval Hellenism in Asia Minor and the Process of Islamization from the Eleventh through the Fifteenth Century, Berkeley: University of California 1971.
- The Mechanism of Catastrophe: The Turkish Pogrom of September 6–7, 1955, and the Destruction of the Greek Community of Istanbul,  New York: Greekworks 2005.

## Nagrody i wyróżnienia[4]
- Nagroda D. Kokkinosa, przyznana przez Akademię Ateńską
- Medal Haskinsa od American Medieval Academy
- Doktorat honoris causa
  - Southwestern College
  - Uniwersytet w Salonikach
  - Uniwersytet w Adephi
  - Uniwersytet Cypryjski
- Medal Trzech Hierarchów za wkład w edukację, przyznany przez greckokatolicką archidiecezję Ameryki Północnej i Południowej
- Medal „Commander of the Order of the Phoenix” od rządu greckiego